# Boris Ławrieniow
Boris Andriejewicz Ławrieniow, właśc. Boris Siergiejew (ros. Бори́с Андре́евич Лавренёв (Серге́ев); ur. 5 lipca?/17 lipca 1891 w Chersoniu, zm. 7 stycznia 1959 w Moskwie) – pisarz rosyjski.

## Życiorys
Był synem nauczyciela literatury rosyjskiej. Od dzieciństwa zainteresowany literaturą, w wieku czternastu lat napisał poemat Lucyfer zainspirowany poematem Demon Michaiła Lermontowa. Jako nastolatek uciekł z domu i przez dwa miesiące pracował na statku płynącym do Włoch, po czym został zatrzymany przez policję i zawrócony do Rosji. W 1915 ukończył studia prawnicze na uniwersytecie w Moskwie. Wcześniej, w 1911, opublikował pierwsze utwory poetyckie na łamach gazety Kraj Rodzinny, a w rok później przy pomocy grupy moskiewskich poetów symbolistów wydał cykle wierszy Maki, Bajka wieczorna, Luty oraz Męka poranka.
W tym czasie eksperymentował z symbolizmem i futuryzmem, co traktował jako wyraz sprzeciwu wobec istniejącego porządku społecznego. W komentarzach i przedmowach do wierszy posługiwał się słownictwem marksistowskim, chociaż nie należał do żadnej organizacji politycznej. W czasie I wojny światowej służył w armii carskiej jako artylerzysta. Twierdził później, że doświadczenie wojenne pozwoliło mu lepiej zrozumieć ludzi, doprowadziło go również do porzucenia futuryzmu na rzecz realizmu. Swoim antywojennym poglądom dał wyraz w opowiadaniu Gala-Peter, które zostało zatrzymane przez cenzurę i mogło być opublikowane dopiero w 1925.
Wydarzenia rewolucji październikowej Ławrieniow przyjął z mieszanymi uczuciami, pełen poparcia dla socjalizmu, ale zrażony do ekscesów, jakich dopuszczali się zwolennicy bolszewików. Nie zgadzając się z postawą dawnych przyjaciół-futurystów, którzy ślepo poparli rewolucję, wstąpił na ochotnika do Armii Czerwonej. Służył jako członek załogi pociągu pancernego w walkach z oddziałami Petlury. Po odniesieniu rany w nogę wrócił do Moskwy, po czym wrócił na front jako redaktor gazety Czerwona Gwiazda na terenie rosyjskiej Azji Środkowej, gdzie napisał rozgrywające się we współczesnych mu czasach opowiadania Wiatr, Kolor gwiazd i Czterdziesty pierwszy. W 1923 wrócił do Piotrogrodu.
Od 1925 pisał sztuki teatralne, których tematyka również wiązała się z jego przeżyciami z czasów wojny domowej: pierwszymi dziełami tego typu były Bunt (poświęcony nieudanemu powstaniu Białych w Turkiestanie) oraz Kindżał. Eksperymentował z powieścią detektywistyczną i satyrą – w 1926 powstały Talassa, opowiadanie o zwykłym obywatelu zamieszanym w przemyt oraz Upadek Republiki Itl, w którym wyśmiewał angielską interwencję w Rosji opisując fikcyjne dzieje marionetkowej republiki Itl. Jego twórczość zdecydowanie przyjęła kształt neorealistyczny, czego najlepszym wyrazem było opowiadanie Satelita z 1927, opisujące losy generała aresztowanego w 1918, który przeszedł na stronę Czerwonych i zginął walcząc w obronie Piotrogrodu, oraz Komendant Puszkin, o podobnej tematyce. Rok później w opowiadaniu Grawiura na drewnie pisał o problemach inteligencji i jej stosunki do rewolucji.
Będąc już przekonanym socjalistą, napisał z okazji dziesięciolecia rewolucji sztukę Rozłam i był jednym z twórców typu dramatu opisującego losy bohaterów rewolucyjnych. Był również malarzem amatorem. W 1946 i 1950 został laureatem Nagrody Stalinowskiej.
Pochowany na Cmentarzu Nowodziewiczym w Moskwie.

## Dzieła

### Opowiadania
- 1924: Wicher (wydanie polskie 1927)
- 1926: Czterdziesty pierwszy (wydanie polskie 1927)

### Dramat
- 1928: Razgrom (wystawienie polskie 1949 pt. Przełom)

### Sztuki patriotyczne
- 1945: Za tych co na morzu (wydanie polskie 1951)

Źródło